# Jack O'Neill
Jack O'Neill je izmišljeni lik iz znanstveno fantastične TV serije Stargate SG-1. Rođen je 20. listopada 1952. O'Neill je rođen u Chicagu, a odrastao u Minessoti. U filmu Stargate glumi ga Kurt Russell. U seriji Stargate SG-1 i Stargate Atlantis gdje se povremeno pojavljuje glumi ga Richard Dean Anderson.

## Životopis
Jack O'Neill je pukovnik u američkom zrakoplovstvu. On je predvodio prvi tim koji je prošao kroz zvjezdana vrata na Abydos.
Nakon što je osnovan SG-1 tim Jack dobiva zapovjedništvo nad glavnim SG timom. U osmoj sezoni Jack O'Neill je promoviran u viši čin i postaje general te preuzima vodstvo nad Stargateom nakon što je George Hammond postao glavni savjetnik za izvanzemaljska pitanja predsjedniku. 

## Stargate (film)
U filmu Jack O'Neill je oženjen Sarom O'Neill i ima sina. Nakon tragične nesreće u kojoj njegov sin umre upucavši se Jackovim službenim pištoljem, Jack odlazi u prijevremenu mirovinu i postaje potpuno asocijalan. 
Na zahtjev generala Westa vraća se u aktivnu službu i predvodi prvi tim kroz zvjezdana vrata nakon što ih Daniel Jackson uspješno stavi u pogon. Sudjeluje u pobuni protv Ra nakon čega se vraća na Zemlju.

## Stargate SG-1
Jack O'Neill se nakon povratka s misije na Abydosu razvodi od žene. Istovremeno je donesena odluka o prekidu projekta Zvjezdana vrata te se Jack ponovo vraća u mirovinu. Godinu dana kasnije obaviješten je kako je projekt Zvjezdana vrata ponovno otvoren te kako vojne vlasti žele njegov povratak u projekt. Njegovo prvo pojavljivanje je u epizodi Djeca Bogova kada Jack prihvaća dužnost zapovjednika SG-1 tima. On kreće na Abydos sa Samanthom Carter s ciljem da pronađe Jacksona i otkrije prirodu prijetnje usmjerene prema Zemlji.